# 大岡忠宜
大岡 忠宜（おおおか ただよし）は、江戸時代中期の旗本・大名。三河国西大平藩2代藩主。大岡忠世家4代当主。諱は忠宣ともいうが、誤記とされる。官位は従五位下・紀伊守、能登守、越前守。

## 経歴
西大平藩初代藩主となった大岡忠相の次男として誕生した。兄の市十郎が早世したことにより世子となり、父の忠相と共に8代将軍・徳川吉宗に仕えた。享保8年（1723年）に将軍吉宗に初めて御目見する。
享保11年（1726年）、江戸城西丸小姓組番士となる。享保19年（1734年）、従五位下・紀伊守に叙任の上、江戸城本丸小姓組番士に異動となった。延享4年（1747年）、小姓組番士を辞し、菊間広縁詰となる。宝暦2年（1752年）の12月に父・忠相が死去し、同年に家督を相続する。越前守に転任し、大番頭に就任。明和2年（1765年）、長男の忠豫を廃嫡し、次男の忠恒を後継とした。
翌明和3年（1766年）、大番頭を辞し、同年に江戸藩邸で死去した。享年58。跡を忠恒が継いだ。

## 系譜
父母
- 大岡忠相（父）
- 市川氏（母） - 側室

正室
- 松平近禎の養女、松平近苗の娘

側室
- 小瀬氏

子女
- 大岡忠豫（長男） 生母は小瀬氏
- 大岡忠恒（次男） 生母は小瀬氏
- 水野忠体室
- 堀田正貫室
- 斎藤利兼室、のち長谷川正満室
- 大岡忠恒の養女、大岡忠與正室

## 登場する作品
- ナショナル劇場『大岡越前』第3部（1972年 - 1973年、演：大川辰五郎） - 年齢は6歳で、第一子として設定されており、弟妹はいない。